# Ternstroemia sylvatica
Ternstroemia sylvatica là một loài thực vật có hoa trong họ Pentaphylacaceae. Loài này được Schltdl. & Cham. miêu tả khoa học đầu tiên năm 1831.